# Cantone di Confolens-Nord
Il Cantone di Confolens-Nord era una divisione amministrativa dell'arrondissement di Confolens.
A seguito della riforma approvata con decreto del 20 febbraio 2014, che ha avuto attuazione dopo le elezioni dipartimentali del 2015, è stato soppresso.

## Composizione
Comprendeva parte del comune di Confolens e i comuni di:
- Ambernac
- Ansac-sur-Vienne
- Épenède
- Hiesse
- Lessac
- Manot
- Pleuville